# گولدن (میزوری)
گولدن (به انگلیسی: Golden) یک منطقهٔ مسکونی در ایالات متحده آمریکا است که در شهرستان بری، میزوری واقع شده‌است. گولدن ۱۴٫۸ کیلومتر مربع مساحت و ۲۸۰ نفر جمعیت دارد و ۳۲۰٫۰۴ متر بالاتر از سطح دریا واقع شده‌است.